# Tour de l'Ain 2019
La 31e édition du Tour de l'Ain se déroule du 24 au 26 mai 2019. La course fait partie du calendrier UCI Europe Tour 2019 en catégorie 2.1.

## Présentation

### Équipes
Classé en catégorie 2.1 de l'UCI Europe Tour, le Tour de l'Ain est par conséquent ouvert aux WorldTeams dans la limite de 50 % des équipes participantes, aux équipes continentales professionnelles, aux équipes continentales et aux équipes nationales.
| WorldTeams (3)- AG2R La Mondiale - Groupama-FDJ - Katusha-Alpecin Équipes continentales professionnelles (7)- Cofidis, Solutions Crédits - Delko-Marseille Provence - Total Direct Énergie - Arkéa-Samsic - Wanty-Groupe Gobert - Vital Concept-B&B Hotels - Gazprom-RusVelo Équipes continentales (5)- Natura4Ever-Roubaix Lille Métropole - Saint Michel-Auber 93 - Development Team Sunweb - Kometa - Vino-Astana Motors Équipes nationales (2)- Allemagne - Suisse |
| |

## Étapes
Le Tour de l'Ain est constitué de trois étapes en ligne :
| Étape     | Date   | Villes étapes                             | type                      | Distance (km) | Vainqueur d'étape | Leader du classement général |
| --------- | ------ | ----------------------------------------- | ------------------------- | ------------- | ----------------- | ---------------------------- |
| 1re étape | 24 mai | Bourg-en-Bresse – Saint-Vulbas            | étape de plaine           | 162,6         | Stefan Bissegger  | Stefan Bissegger             |
| 2e étape  | 25 mai | Bellignat – col de la Faucille            | étape vallonnée           | 123,9         | Alexandre Geniez  | Alexandre Geniez             |
| 3e étape  | 26 mai | parc des oiseaux – col du Grand Colombier | étape de moyenne montagne | 118,9         | Thibaut Pinot     | Thibaut Pinot                |

## Déroulement de la course

### 1reétape
| \| Classement de l'étape \| Classement de l'étape \| Classement de l'étape \| Classement de l'étape \| Classement de l'étape \| \| Coureur \| Coureur \| Pays \| Équipe \| Temps \| \| --------------------- \| --------------------- \| --------------------- \| -------------------------- \| --------------------- \| \| 1er \| Stefan Bissegger \| Suisse \| Suisse \| 3 h 32 min 51 s \| \| 2e \| Lorrenzo Manzin \| France \| Vital Concept-B&B Hotels \| + 0 s \| \| 3e \| Anthony Maldonado \| France \| Saint Michel-Auber 93 \| + 0 s \| \| 4e \| Boris Vallée \| Belgique \| Wanty-Gobert \| + 0 s \| \| 5e \| Élie Gesbert \| France \| Arkéa-Samsic \| + 0 s \| \| 6e \| Anthony Roux \| France \| Groupama-FDJ \| + 0 s \| \| 7e \| Julien Simon \| France \| Cofidis, Solutions Crédits \| + 0 s \| \| 8e \| Angélo Tulik \| France \| Total Direct Énergie \| + 0 s \| \| 9e \| Mads Würtz Schmidt \| Danemark \| Katusha-Alpecin \| + 0 s \| \| 10e \| Marcel Franz \| Allemagne \| Heizomat rad-net.de \| + 0 s \| |                    |           |                            |                 |
| |                    |           |                            |                 |
| Sources : ProCyclingStats Cycling Archives |                    |           |                            |                 |
| Classement de l'étape |                    |           |                            |                 |
| Coureur | Coureur            | Pays      | Équipe                     | Temps           |
| 1er | Stefan Bissegger   | Suisse    | Suisse                     | 3 h 32 min 51 s |
| 2e | Lorrenzo Manzin    | France    | Vital Concept-B&B Hotels   | + 0 s           |
| 3e | Anthony Maldonado  | France    | Saint Michel-Auber 93      | + 0 s           |
| 4e | Boris Vallée       | Belgique  | Wanty-Gobert               | + 0 s           |
| 5e | Élie Gesbert       | France    | Arkéa-Samsic               | + 0 s           |
| 6e | Anthony Roux       | France    | Groupama-FDJ               | + 0 s           |
| 7e | Julien Simon       | France    | Cofidis, Solutions Crédits | + 0 s           |
| 8e | Angélo Tulik       | France    | Total Direct Énergie       | + 0 s           |
| 9e | Mads Würtz Schmidt | Danemark  | Katusha-Alpecin            | + 0 s           |
| 10e | Marcel Franz       | Allemagne | Heizomat rad-net.de        | + 0 s           |

| \| Classement général \| Classement général \| Classement général \| Classement général \| Classement général \| \| Coureur \| Coureur \| Pays \| Équipe \| Temps \| \| ------------------ \| ------------------ \| ------------------ \| -------------------------- \| ------------------ \| \| 1er \| Stefan Bissegger \| Suisse \| Suisse \| 3 h 32 min 41 s \| \| 2e \| Lorrenzo Manzin \| France \| Vital Concept-B&B Hotels \| + 4 s \| \| 3e \| Anthony Maldonado \| France \| Saint Michel-Auber 93 \| + 6 s \| \| 4e \| Boris Vallée \| Belgique \| Wanty-Gobert \| + 10 s \| \| 5e \| Élie Gesbert \| France \| Arkéa-Samsic \| + 10 s \| \| 6e \| Anthony Roux \| France \| Groupama-FDJ \| + 10 s \| \| 7e \| Julien Simon \| France \| Cofidis, Solutions Crédits \| + 10 s \| \| 8e \| Angélo Tulik \| France \| Total Direct Énergie \| + 10 s \| \| 9e \| Mads Würtz Schmidt \| Danemark \| Katusha-Alpecin \| + 10 s \| \| 10e \| Marcel Franz \| Allemagne \| Heizomat rad-net.de \| + 10 s \| |                    |           |                            |                 |
| |                    |           |                            |                 |
| Sources : ProCyclingStats Cycling Archives |                    |           |                            |                 |
| Classement général |                    |           |                            |                 |
| Coureur | Coureur            | Pays      | Équipe                     | Temps           |
| 1er | Stefan Bissegger   | Suisse    | Suisse                     | 3 h 32 min 41 s |
| 2e | Lorrenzo Manzin    | France    | Vital Concept-B&B Hotels   | + 4 s           |
| 3e | Anthony Maldonado  | France    | Saint Michel-Auber 93      | + 6 s           |
| 4e | Boris Vallée       | Belgique  | Wanty-Gobert               | + 10 s          |
| 5e | Élie Gesbert       | France    | Arkéa-Samsic               | + 10 s          |
| 6e | Anthony Roux       | France    | Groupama-FDJ               | + 10 s          |
| 7e | Julien Simon       | France    | Cofidis, Solutions Crédits | + 10 s          |
| 8e | Angélo Tulik       | France    | Total Direct Énergie       | + 10 s          |
| 9e | Mads Würtz Schmidt | Danemark  | Katusha-Alpecin            | + 10 s          |
| 10e | Marcel Franz       | Allemagne | Heizomat rad-net.de        | + 10 s          |

### 2eétape
| \| Classement de l'étape \| Classement de l'étape \| Classement de l'étape \| Classement de l'étape \| Classement de l'étape \| \| Coureur \| Coureur \| Pays \| Équipe \| Temps \| \| --------------------- \| ---------------------- \| --------------------- \| -------------------------- \| --------------------- \| \| 1er \| Alexandre Geniez \| France \| AG2R La Mondiale \| 3 h 32 min 51 s \| \| 2e \| Thibaut Pinot \| France \| Groupama-FDJ \| + 0 s \| \| 3e \| Mathias Frank \| Suisse \| AG2R La Mondiale \| + 0 s \| \| 4e \| Artem Nych \| Russie \| Gazprom-RusVelo \| + 3 s \| \| 5e \| Aurélien Paret-Peintre \| France \| AG2R La Mondiale \| + 10 s \| \| 6e \| Rein Taaramäe \| Estonie \| Total Direct Énergie \| + 13 s \| \| 7e \| Julien El Fares \| France \| Delko Marseille Provence \| + 36 s \| \| 8e \| Julien Simon \| France \| Cofidis, Solutions Crédits \| + 36 s \| \| 9e \| Nils Politt \| Allemagne \| Katusha-Alpecin \| + 36 s \| \| 10e \| Lilian Calmejane \| France \| Total Direct Énergie \| + 36 s \| |                        |           |                            |                 |
| |                        |           |                            |                 |
| Sources : ProCyclingStats Cycling Archives |                        |           |                            |                 |
| Classement de l'étape |                        |           |                            |                 |
| Coureur | Coureur                | Pays      | Équipe                     | Temps           |
| 1er | Alexandre Geniez       | France    | AG2R La Mondiale           | 3 h 32 min 51 s |
| 2e | Thibaut Pinot          | France    | Groupama-FDJ               | + 0 s           |
| 3e | Mathias Frank          | Suisse    | AG2R La Mondiale           | + 0 s           |
| 4e | Artem Nych             | Russie    | Gazprom-RusVelo            | + 3 s           |
| 5e | Aurélien Paret-Peintre | France    | AG2R La Mondiale           | + 10 s          |
| 6e | Rein Taaramäe          | Estonie   | Total Direct Énergie       | + 13 s          |
| 7e | Julien El Fares        | France    | Delko Marseille Provence   | + 36 s          |
| 8e | Julien Simon           | France    | Cofidis, Solutions Crédits | + 36 s          |
| 9e | Nils Politt            | Allemagne | Katusha-Alpecin            | + 36 s          |
| 10e | Lilian Calmejane       | France    | Total Direct Énergie       | + 36 s          |

| \| Classement général \| Classement général \| Classement général \| Classement général \| Classement général \| \| Coureur \| Coureur \| Pays \| Équipe \| Temps \| \| ------------------ \| ------------------ \| ------------------ \| -------------------------- \| ------------------ \| \| 1er \| Alexandre Geniez \| France \| AG2R La Mondiale \| 6 h 50 min 36 s \| \| 2e \| Thibaut Pinot \| France \| Groupama-FDJ \| + 4 s \| \| 3e \| Mathias Frank \| Suisse \| AG2R La Mondiale \| + 6 s \| \| 4e \| Artem Nych \| Russie \| Gazprom-RusVelo \| + 13 s \| \| 5e \| Rein Taaramäe \| Estonie \| Total Direct Énergie \| + 23 s \| \| 6e \| Julien Simon \| France \| Cofidis, Solutions Crédits \| + 46 s \| \| 7e \| Élie Gesbert \| France \| Arkéa-Samsic \| + 46 s \| \| 8e \| Lilian Calmejane \| France \| Total Direct Énergie \| + 46 s \| \| 9e \| Nils Politt \| Allemagne \| Katusha-Alpecin \| + 46 s \| \| 10e \| Vadim Pronskiy \| Kazakhstan \| Vino-Astana Motors \| + 46 s \| |                  |            |                            |                 |
| |                  |            |                            |                 |
| Sources : ProCyclingStats Cycling Archives |                  |            |                            |                 |
| Classement général |                  |            |                            |                 |
| Coureur | Coureur          | Pays       | Équipe                     | Temps           |
| 1er | Alexandre Geniez | France     | AG2R La Mondiale           | 6 h 50 min 36 s |
| 2e | Thibaut Pinot    | France     | Groupama-FDJ               | + 4 s           |
| 3e | Mathias Frank    | Suisse     | AG2R La Mondiale           | + 6 s           |
| 4e | Artem Nych       | Russie     | Gazprom-RusVelo            | + 13 s          |
| 5e | Rein Taaramäe    | Estonie    | Total Direct Énergie       | + 23 s          |
| 6e | Julien Simon     | France     | Cofidis, Solutions Crédits | + 46 s          |
| 7e | Élie Gesbert     | France     | Arkéa-Samsic               | + 46 s          |
| 8e | Lilian Calmejane | France     | Total Direct Énergie       | + 46 s          |
| 9e | Nils Politt      | Allemagne  | Katusha-Alpecin            | + 46 s          |
| 10e | Vadim Pronskiy   | Kazakhstan | Vino-Astana Motors         | + 46 s          |

### 3eétape
| \| Classement de l'étape \| Classement de l'étape \| Classement de l'étape \| Classement de l'étape \| Classement de l'étape \| \| Coureur \| Coureur \| Pays \| Équipe \| Temps \| \| --------------------- \| --------------------- \| --------------------- \| -------------------------- \| --------------------- \| \| 1er \| Thibaut Pinot \| France \| Groupama-FDJ \| 3 h 10 min 40 s \| \| 2e \| Élie Gesbert \| France \| Arkéa-Samsic \| + 52 s \| \| 3e \| Alexey Rybalkin \| Russie \| Gazprom-RusVelo \| + 52 s \| \| 4e \| Rein Taaramäe \| Estonie \| Total Direct Énergie \| + 56 s \| \| 5e \| Mathias Frank \| Suisse \| AG2R La Mondiale \| + 56 s \| \| 6e \| Matteo Badilatti \| Suisse \| Suisse \| + 1 min 10 s \| \| 7e \| Nicolas Edet \| France \| Cofidis, Solutions Crédits \| + 1 min 47 s \| \| 8e \| Ruben Guerreiro \| Portugal \| Katusha-Alpecin \| + 2 min 00 s \| \| 9e \| Julien El Fares \| France \| Delko Marseille Provence \| + 2 min 00 s \| \| 10e \| Vadim Pronskiy \| Kazakhstan \| Vino-Astana Motors \| + 2 min 00 s \| |                  |            |                            |                 |
| |                  |            |                            |                 |
| Sources : ProCyclingStats Cycling Archives |                  |            |                            |                 |
| Classement de l'étape |                  |            |                            |                 |
| Coureur | Coureur          | Pays       | Équipe                     | Temps           |
| 1er | Thibaut Pinot    | France     | Groupama-FDJ               | 3 h 10 min 40 s |
| 2e | Élie Gesbert     | France     | Arkéa-Samsic               | + 52 s          |
| 3e | Alexey Rybalkin  | Russie     | Gazprom-RusVelo            | + 52 s          |
| 4e | Rein Taaramäe    | Estonie    | Total Direct Énergie       | + 56 s          |
| 5e | Mathias Frank    | Suisse     | AG2R La Mondiale           | + 56 s          |
| 6e | Matteo Badilatti | Suisse     | Suisse                     | + 1 min 10 s    |
| 7e | Nicolas Edet     | France     | Cofidis, Solutions Crédits | + 1 min 47 s    |
| 8e | Ruben Guerreiro  | Portugal   | Katusha-Alpecin            | + 2 min 00 s    |
| 9e | Julien El Fares  | France     | Delko Marseille Provence   | + 2 min 00 s    |
| 10e | Vadim Pronskiy   | Kazakhstan | Vino-Astana Motors         | + 2 min 00 s    |

| \| Classement général \| Classement général \| Classement général \| Classement général \| Classement général \| \| Coureur \| Coureur \| Pays \| Équipe \| Temps \| \| ------------------ \| ------------------ \| ------------------ \| -------------------------- \| ------------------ \| \| 1er \| Thibaut Pinot \| France \| Groupama-FDJ \| 10 h 01 min 10 s \| \| 2e \| Mathias Frank \| Suisse \| AG2R La Mondiale \| + 1 min 08 s \| \| 3e \| Rein Taaramäe \| Estonie \| Total Direct Énergie \| + 1 min 25 s \| \| 4e \| Élie Gesbert \| France \| Arkéa-Samsic \| + 1 min 38 s \| \| 5e \| Alexey Rybalkin \| Russie \| Gazprom-RusVelo \| + 1 min 40 s \| \| 6e \| Artem Nych \| Russie \| Gazprom-RusVelo \| + 2 min 30 s \| \| 7e \| Vadim Pronskiy \| Kazakhstan \| Vino-Astana Motors \| + 2 min 52 s \| \| 8e \| Julien Simon \| France \| Cofidis, Solutions Crédits \| + 2 min 54 s \| \| 9e \| Javier Moreno \| Espagne \| Delko Marseille Provence \| + 3 min 07 s \| \| 10e \| Nicolas Edet \| France \| Cofidis, Solutions Crédits \| + 3 min 32 s \| |                 |            |                            |                  |
| |                 |            |                            |                  |
| Sources : ProCyclingStats Cycling Archives |                 |            |                            |                  |
| Classement général |                 |            |                            |                  |
| Coureur | Coureur         | Pays       | Équipe                     | Temps            |
| 1er | Thibaut Pinot   | France     | Groupama-FDJ               | 10 h 01 min 10 s |
| 2e | Mathias Frank   | Suisse     | AG2R La Mondiale           | + 1 min 08 s     |
| 3e | Rein Taaramäe   | Estonie    | Total Direct Énergie       | + 1 min 25 s     |
| 4e | Élie Gesbert    | France     | Arkéa-Samsic               | + 1 min 38 s     |
| 5e | Alexey Rybalkin | Russie     | Gazprom-RusVelo            | + 1 min 40 s     |
| 6e | Artem Nych      | Russie     | Gazprom-RusVelo            | + 2 min 30 s     |
| 7e | Vadim Pronskiy  | Kazakhstan | Vino-Astana Motors         | + 2 min 52 s     |
| 8e | Julien Simon    | France     | Cofidis, Solutions Crédits | + 2 min 54 s     |
| 9e | Javier Moreno   | Espagne    | Delko Marseille Provence   | + 3 min 07 s     |
| 10e | Nicolas Edet    | France     | Cofidis, Solutions Crédits | + 3 min 32 s     |

## Classements finals

### Classement général
| \| Classement général \| Classement général \| Classement général \| Classement général \| Classement général \| \| Coureur \| Coureur \| Pays \| Équipe \| Temps \| \| ------------------ \| ------------------ \| ------------------ \| -------------------------- \| ------------------ \| \| 1er \| Thibaut Pinot \| France \| Groupama-FDJ \| 10 h 01 min 10 s \| \| 2e \| Mathias Frank \| Suisse \| AG2R La Mondiale \| + 1 min 08 s \| \| 3e \| Rein Taaramäe \| Estonie \| Total Direct Énergie \| + 1 min 25 s \| \| 4e \| Élie Gesbert \| France \| Arkéa-Samsic \| + 1 min 38 s \| \| 5e \| Alexey Rybalkin \| Russie \| Gazprom-RusVelo \| + 1 min 40 s \| \| 6e \| Artem Nych \| Russie \| Gazprom-RusVelo \| + 2 min 30 s \| \| 7e \| Vadim Pronskiy \| Kazakhstan \| Vino-Astana Motors \| + 2 min 52 s \| \| 8e \| Julien Simon \| France \| Cofidis, Solutions Crédits \| + 2 min 54 s \| \| 9e \| Javier Moreno \| Espagne \| Delko Marseille Provence \| + 3 min 07 s \| \| 10e \| Nicolas Edet \| France \| Cofidis, Solutions Crédits \| + 3 min 32 s \| |                 |            |                            |                  |
| |                 |            |                            |                  |
| Sources : ProCyclingStats Cycling Archives |                 |            |                            |                  |
| Classement général |                 |            |                            |                  |
| Coureur | Coureur         | Pays       | Équipe                     | Temps            |
| 1er | Thibaut Pinot   | France     | Groupama-FDJ               | 10 h 01 min 10 s |
| 2e | Mathias Frank   | Suisse     | AG2R La Mondiale           | + 1 min 08 s     |
| 3e | Rein Taaramäe   | Estonie    | Total Direct Énergie       | + 1 min 25 s     |
| 4e | Élie Gesbert    | France     | Arkéa-Samsic               | + 1 min 38 s     |
| 5e | Alexey Rybalkin | Russie     | Gazprom-RusVelo            | + 1 min 40 s     |
| 6e | Artem Nych      | Russie     | Gazprom-RusVelo            | + 2 min 30 s     |
| 7e | Vadim Pronskiy  | Kazakhstan | Vino-Astana Motors         | + 2 min 52 s     |
| 8e | Julien Simon    | France     | Cofidis, Solutions Crédits | + 2 min 54 s     |
| 9e | Javier Moreno   | Espagne    | Delko Marseille Provence   | + 3 min 07 s     |
| 10e | Nicolas Edet    | France     | Cofidis, Solutions Crédits | + 3 min 32 s     |

### Classements annexes
| Classement par points | Classement par points | Classement par points | Classement par points      | Classement par points |
| Coureur               | Coureur               | Pays                  | Équipe                     | Points                |
| --------------------- | --------------------- | --------------------- | -------------------------- | --------------------- |
| 1er                   | Thibaut Pinot         | France                | Groupama-FDJ               | 45 pts                |
| 2e                    | Élie Gesbert          | France                | Arkéa-Samsic               | 35 pts                |
| 3e                    | Mathias Frank         | Suisse                | AG2R La Mondiale           | 28 pts                |
| 4e                    | Alexandre Geniez      | France                | AG2R La Mondiale           | 25 pts                |
| 5e                    | Stefan Bissegger      | Suisse                | Suisse                     | 25 pts                |
| 6e                    | Rein Taaramäe         | Estonie               | Total Direct Énergie       | 24 pts                |
| 7e                    | Julien Simon          | France                | Cofidis, Solutions Crédits | 22 pts                |
| 8e                    | Alexey Rybalkin       | Russie                | Gazprom-RusVelo            | 21 pts                |
| 9e                    | Artem Nych            | Russie                | Gazprom-RusVelo            | 18 pts                |
| 10e                   | Julien El Fares       | France                | Delko Marseille Provence   | 16 pts                |

| Classement par points | Classement par points | Classement par points | Classement par points      | Classement par points |
| Coureur               | Coureur               | Pays                  | Équipe                     | Points                |
| --------------------- | --------------------- | --------------------- | -------------------------- | --------------------- |
| 1er                   | Thibaut Pinot         | France                | Groupama-FDJ               | 45 pts                |
| 2e                    | Élie Gesbert          | France                | Arkéa-Samsic               | 35 pts                |
| 3e                    | Mathias Frank         | Suisse                | AG2R La Mondiale           | 28 pts                |
| 4e                    | Alexandre Geniez      | France                | AG2R La Mondiale           | 25 pts                |
| 5e                    | Stefan Bissegger      | Suisse                | Suisse                     | 25 pts                |
| 6e                    | Rein Taaramäe         | Estonie               | Total Direct Énergie       | 24 pts                |
| 7e                    | Julien Simon          | France                | Cofidis, Solutions Crédits | 22 pts                |
| 8e                    | Alexey Rybalkin       | Russie                | Gazprom-RusVelo            | 21 pts                |
| 9e                    | Artem Nych            | Russie                | Gazprom-RusVelo            | 18 pts                |
| 10e                   | Julien El Fares       | France                | Delko Marseille Provence   | 16 pts                |

| Classement de la montagne | Classement de la montagne | Classement de la montagne | Classement de la montagne | Classement de la montagne |
| Coureur                   | Coureur                   | Pays                      | Équipe                    | Points                    |
| ------------------------- | ------------------------- | ------------------------- | ------------------------- | ------------------------- |
| 1er                       | Thibaut Pinot             | France                    | Groupama-FDJ              | 45 pts                    |
| 2e                        | Nils Politt               | Allemagne                 | Katusha-Alpecin           | 27 pts                    |
| 3e                        | Élie Gesbert              | France                    | Arkéa-Samsic              | 22 pts                    |
| 4e                        | Geoffrey Bouchard         | France                    | AG2R La Mondiale          | 18 pts                    |
| 5e                        | Mathias Frank             | Suisse                    | AG2R La Mondiale          | 17 pts                    |
| 6e                        | Alexandre Geniez          | France                    | AG2R La Mondiale          | 15 pts                    |
| 7e                        | Simon Pellaud             | Suisse                    | Suisse                    | 12 pts                    |
| 8e                        | Patrick Haller            | Allemagne                 | Allemagne                 | 10 pts                    |
| 9e                        | Angélo Tulik              | France                    | Total Direct Énergie      | 10 pts                    |
| 10e                       | Alexey Rybalkin           | Russie                    | Gazprom-RusVelo           | 10 pts                    |

| Classement de la montagne | Classement de la montagne | Classement de la montagne | Classement de la montagne | Classement de la montagne |
| Coureur                   | Coureur                   | Pays                      | Équipe                    | Points                    |
| ------------------------- | ------------------------- | ------------------------- | ------------------------- | ------------------------- |
| 1er                       | Thibaut Pinot             | France                    | Groupama-FDJ              | 45 pts                    |
| 2e                        | Nils Politt               | Allemagne                 | Katusha-Alpecin           | 27 pts                    |
| 3e                        | Élie Gesbert              | France                    | Arkéa-Samsic              | 22 pts                    |
| 4e                        | Geoffrey Bouchard         | France                    | AG2R La Mondiale          | 18 pts                    |
| 5e                        | Mathias Frank             | Suisse                    | AG2R La Mondiale          | 17 pts                    |
| 6e                        | Alexandre Geniez          | France                    | AG2R La Mondiale          | 15 pts                    |
| 7e                        | Simon Pellaud             | Suisse                    | Suisse                    | 12 pts                    |
| 8e                        | Patrick Haller            | Allemagne                 | Allemagne                 | 10 pts                    |
| 9e                        | Angélo Tulik              | France                    | Total Direct Énergie      | 10 pts                    |
| 10e                       | Alexey Rybalkin           | Russie                    | Gazprom-RusVelo           | 10 pts                    |

| Classement du meilleur jeune | Classement du meilleur jeune | Classement du meilleur jeune | Classement du meilleur jeune | Classement du meilleur jeune |
| Coureur                      | Coureur                      | Pays                         | Équipe                       | Temps                        |
| ---------------------------- | ---------------------------- | ---------------------------- | ---------------------------- | ---------------------------- |
| 1er                          | Vadim Pronskiy               | Kazakhstan                   | Vino-Astana Motors           | 10 h 04 min 02 s             |
| 2e                           | Juan Pedro López             | Espagne                      | Kometa                       | + 1 min 45 s                 |
| 3e                           | Felix Gall                   | Autriche                     | Development Team Sunweb      | + 4 min 56 s                 |
| 4e                           | Georg Zimmermann             | Allemagne                    | Allemagne                    | + 5 min 08 s                 |
| 5e                           | Stefano Oldani               | Italie                       | Kometa                       | + 13 min 02 s                |
| 6e                           | Denis Nekrasov               | Russie                       | Gazprom-RusVelo              | + 14 min 08 s                |
| 7e                           | Stefan Bissegger             | Suisse                       | Suisse                       | + 14 min 41 s                |
| 8e                           | Leon Heinschke               | Allemagne                    | Development Team Sunweb      | + 15 min 48 s                |
| 9e                           | Pirmin Benz                  | Allemagne                    | Allemagne                    | + 15 min 57 s                |
| 10e                          | Mathieu Burgaudeau           | France                       | Total Direct Énergie         | + 17 min 17 s                |

| Classement du meilleur jeune | Classement du meilleur jeune | Classement du meilleur jeune | Classement du meilleur jeune | Classement du meilleur jeune |
| Coureur                      | Coureur                      | Pays                         | Équipe                       | Temps                        |
| ---------------------------- | ---------------------------- | ---------------------------- | ---------------------------- | ---------------------------- |
| 1er                          | Vadim Pronskiy               | Kazakhstan                   | Vino-Astana Motors           | 10 h 04 min 02 s             |
| 2e                           | Juan Pedro López             | Espagne                      | Kometa                       | + 1 min 45 s                 |
| 3e                           | Felix Gall                   | Autriche                     | Development Team Sunweb      | + 4 min 56 s                 |
| 4e                           | Georg Zimmermann             | Allemagne                    | Allemagne                    | + 5 min 08 s                 |
| 5e                           | Stefano Oldani               | Italie                       | Kometa                       | + 13 min 02 s                |
| 6e                           | Denis Nekrasov               | Russie                       | Gazprom-RusVelo              | + 14 min 08 s                |
| 7e                           | Stefan Bissegger             | Suisse                       | Suisse                       | + 14 min 41 s                |
| 8e                           | Leon Heinschke               | Allemagne                    | Development Team Sunweb      | + 15 min 48 s                |
| 9e                           | Pirmin Benz                  | Allemagne                    | Allemagne                    | + 15 min 57 s                |
| 10e                          | Mathieu Burgaudeau           | France                       | Total Direct Énergie         | + 17 min 17 s                |

| Classement par équipes | Classement par équipes     | Classement par équipes | Classement par équipes |
| Équipe                 | Équipe                     | Pays                   | Temps                  |
| ---------------------- | -------------------------- | ---------------------- | ---------------------- |
| 1re                    | AG2R La Mondiale           | France                 | 30 h 12 min 51 s       |
| 2e                     | Cofidis, Solutions Crédits | France                 | + 36 s                 |
| 3e                     | Delko-Marseille Provence   | France                 | + 5 min 54 s           |
| 4e                     | Arkéa-Samsic               | France                 | + 10 min 33 s          |
| 5e                     | Total Direct Énergie       | France                 | + 11 min 26 s          |
| 6e                     | Suisse                     | Suisse                 | + 11 min 53 s          |
| 7e                     | Gazprom-RusVelo            | Russie                 | + 11 min 53 s          |
| 8e                     | Wanty-Groupe Gobert        | Belgique               | + 12 min 24 s          |
| 9e                     | Groupama-FDJ               | France                 | + 16 min 28 s          |
| 10e                    | Katusha-Alpecin            | Suisse                 | + 28 min 02 s          |

| Classement par équipes | Classement par équipes     | Classement par équipes | Classement par équipes |
| Équipe                 | Équipe                     | Pays                   | Temps                  |
| ---------------------- | -------------------------- | ---------------------- | ---------------------- |
| 1re                    | AG2R La Mondiale           | France                 | 30 h 12 min 51 s       |
| 2e                     | Cofidis, Solutions Crédits | France                 | + 36 s                 |
| 3e                     | Delko-Marseille Provence   | France                 | + 5 min 54 s           |
| 4e                     | Arkéa-Samsic               | France                 | + 10 min 33 s          |
| 5e                     | Total Direct Énergie       | France                 | + 11 min 26 s          |
| 6e                     | Suisse                     | Suisse                 | + 11 min 53 s          |
| 7e                     | Gazprom-RusVelo            | Russie                 | + 11 min 53 s          |
| 8e                     | Wanty-Groupe Gobert        | Belgique               | + 12 min 24 s          |
| 9e                     | Groupama-FDJ               | France                 | + 16 min 28 s          |
| 10e                    | Katusha-Alpecin            | Suisse                 | + 28 min 02 s          |

### Classements UCI
La course attribue le même nombre de points pour l'UCI Europe Tour 2019 et le Classement mondial UCI (pour tous les coureurs).

### Évolution des classements
| Étape              |                           | Vainqueur _      | Classement général | Classement par points | Meilleur grimpeur | Meilleur jeune   | Meilleure équipe                       |
| ------------------ | ------------------------- | ---------------- | ------------------ | --------------------- | ----------------- | ---------------- | -------------------------------------- |
| 1re étape          | étape de plaine           | Stefan Bissegger | Stefan Bissegger   | Stefan Bissegger      | Simon Pellaud     | Stefan Bissegger | Allemagne                              |
| 2e étape           | étape vallonnée           | Alexandre Geniez | Alexandre Geniez   | Alexandre Geniez      | Nils Politt       | Vadim Pronskiy   | ASSOCIATION SOMMITALE AG2R LA MONDIALE |
| 3e étape           | étape de moyenne montagne | Thibaut Pinot    | Thibaut Pinot      | Thibaut Pinot         | Thibaut Pinot     | Vadim Pronskiy   | AG2R La Mondiale                       |
| Classements finals | Classements finals        |                  | Thibaut Pinot      | Thibaut Pinot         | Thibaut Pinot     | Vadim Pronskiy   | AG2R La Mondiale                       |

## Liste des participants
| Légende                             | Légende                                                                                                  | Légende                                | Légende                                                                                                  |
| ----------------------------------- | --- | -------------------------------------- | --- |
| Num                                 | Dossard de départ porté par le coureur sur ce Tour de l'Ain                                              | Pos                                    | Position finale au classement général                                                                    |
| Leader du classement général        | Indique le vainqueur du classement général                                                               | Leader du classement par points        | Indique le vainqueur du classement par points                                                            |
| Leader du classement de la montagne | Indique le vainqueur du classement de la montagne                                                        | Leader du classement du meilleur jeune | Indique le vainqueur du classement du meilleur jeune                                                     |
|                                     | Indique un maillot de champion national ou mondial, suivi de sa spécialité                               | #                                      | Indique la meilleure équipe                                                                              |
| NP                                  | Indique un coureur qui n'a pas pris le départ d'une étape, suivi du numéro de l'étape où il s'est retiré | AB                                     | Indique un coureur qui n'a pas terminé une étape, suivi du numéro de l'étape où il s'est retiré          |
| HD                                  | Indique un coureur qui a terminé une étape hors des délais, suivi du numéro de l'étape                   | *                                      | Indique un coureur en lice pour le classement du meilleur jeune (coureurs nés après le 1er janvier 1994) |

| Groupama-FDJ GFC | Groupama-FDJ GFC         | Groupama-FDJ GFC |
| ---------------- | ------------------------ | ---------------- |
| Num              | Coureur                  | Pos              |
| 1                | Thibaut Pinot (FRA)      | 1er              |
| 2                | William Bonnet (FRA)     | 66e              |
| 3                | Kilian Frankiny (SUI)    | 55e              |
| 4                | Matthieu Ladagnous (FRA) | 56e              |
| 5                | Anthony Roux (FRA)       | 30e              |
| 6                | Romain Seigle (FRA)      | 36e              |

| AG2R La Mondiale ALM | AG2R La Mondiale ALM         | AG2R La Mondiale ALM |
| -------------------- | ---------------------------- | -------------------- |
| Num                  | Coureur                      | Pos                  |
| 11                   | Alexandre Geniez (FRA)       | 15e                  |
| 12                   | Clément Chevrier (FRA)       | 31e                  |
| 13                   | Mathias Frank (SUI)          | 2e                   |
| 14                   | Geoffrey Bouchard (FRA)      | 25e                  |
| 15                   | Alexis Gougeard (FRA)        | AB-3                 |
| 16                   | Aurélien Paret-Peintre (FRA) | 11e                  |

| Katusha-Alpecin TKA | Katusha-Alpecin TKA      | Katusha-Alpecin TKA |
| ------------------- | ------------------------ | ------------------- |
| Num                 | Coureur                  | Pos                 |
| 21                  | Nils Politt (GER)        | 18e                 |
| 22                  | Alex Dowsett (GBR)       | 74e                 |
| 23                  | Pavel Kochetkov (RUS)    | 53e                 |
| 24                  | Mads Würtz Schmidt (DEN) | 62e                 |
| 25                  | Ruben Guerreiro (POR)    | 16e                 |
| 26                  | Harry Tanfield (GBR)     | HD-2                |

| Cofidis, Solutions Crédits COF | Cofidis, Solutions Crédits COF | Cofidis, Solutions Crédits COF |
| ------------------------------ | ------------------------------ | ------------------------------ |
| Num                            | Coureur                        | Pos                            |
| 31                             | Nicolas Edet (FRA)             | 10e                            |
| 32                             | Pierre-Luc Périchon (FRA)      | 69e                            |
| 33                             | Geoffrey Soupe (FRA)           | 58e                            |
| 34                             | Victor Lafay (FRA)             | 46e                            |
| 35                             | Julien Simon (FRA)             | 8e                             |
| 36                             | Stéphane Rossetto (FRA)        | 17e                            |

| Total Direct Énergie TDE | Total Direct Énergie TDE | Total Direct Énergie TDE |
| ------------------------ | ------------------------ | ------------------------ |
| Num                      | Coureur                  | Pos                      |
| 41                       | Lilian Calmejane (FRA)   | 32e                      |
| 42                       | Mathieu Burgaudeau (FRA) | 47e                      |
| 43                       | Perrig Quéméneur (FRA)   | 78e                      |
| 44                       | Romain Sicard (FRA)      | 33e                      |
| 45                       | Rein Taaramäe (EST)      | 3e                       |
| 46                       | Angélo Tulik (FRA)       | 83e                      |

| Delko Marseille Provence DMP | Delko Marseille Provence DMP | Delko Marseille Provence DMP |
| ---------------------------- | ---------------------------- | ---------------------------- |
| Num                          | Coureur                      | Pos                          |
| 61                           | Fabien Schmidt (FRA)         | 73e                          |
| 62                           | Rémy Rochas (FRA)            | 50e                          |
| 63                           | Julien El Fares (FRA)        | 12e                          |
| 64                           | Lucas De Rossi (FRA)         | 39e                          |
| 65                           | Javier Moreno (ESP)          | 9e                           |
| 66                           | Delio Fernández (ESP)        | 43e                          |

| Arkéa-Samsic PCB | Arkéa-Samsic PCB     | Arkéa-Samsic PCB |
| ---------------- | -------------------- | ---------------- |
| Num              | Coureur              | Pos              |
| 71               | Maxime Bouet (FRA)   | 29e              |
| 72               | Brice Feillu (FRA)   | 52e              |
| 73               | Élie Gesbert (FRA)   | 4e               |
| 74               | Jérémy Maison (FRA)  | 27e              |
| 75               | Kévin Ledanois (FRA) | 23e              |
| 76               | Romain Le Roux (FRA) | HD-2             |

| Wanty-Gobert WGG | Wanty-Gobert WGG       | Wanty-Gobert WGG |
| ---------------- | ---------------------- | ---------------- |
| Num              | Coureur                | Pos              |
| 81               | Thomas Degand (BEL)    | 28e              |
| 82               | Fabien Doubey (FRA)    | 13e              |
| 83               | Xandro Meurisse (BEL)  | 35e              |
| 84               | Marco Minnaard (NED)   | 20e              |
| 85               | Kévin Van Melsen (BEL) | 63e              |
| 86               | Boris Vallée (BEL)     | AB-2             |

| Vital Concept-B&B Hotels VCB | Vital Concept-B&B Hotels VCB | Vital Concept-B&B Hotels VCB |
| ---------------------------- | ---------------------------- | ---------------------------- |
| Num                          | Coureur                      | Pos                          |
| 91                           | Pierre Rolland (FRA)         | 34e                          |
| 92                           | Yoann Bagot (FRA)            | AB-2                         |
| 93                           | Arnaud Courteille (FRA)      | 77e                          |
| 94                           | Lorrenzo Manzin (FRA)        | NP-2                         |
| 95                           | Justin Mottier (FRA)         | 68e                          |
| 96                           | Quentin Pacher (FRA)         | 38e                          |

| Natura4Ever-Roubaix Lille Métropole NRL | Natura4Ever-Roubaix Lille Métropole NRL | Natura4Ever-Roubaix Lille Métropole NRL |
| --------------------------------------- | --------------------------------------- | --------------------------------------- |
| Num                                     | Coureur                                 | Pos                                     |
| 101                                     | Thibault Ferasse (FRA)                  | AB-3                                    |
| 102                                     | Pierre Gouault (FRA)                    | 24e                                     |
| 103                                     | Thomas Vaubourzeix (FRA)                | AB-3                                    |
| 104                                     | Christophe Masson (FRA)                 | AB-3                                    |
| 105                                     | Pierre Idjouadiene (FRA)                | 86e                                     |
| 106                                     | Pierre Barbier (FRA)                    | AB-2                                    |

| Saint Michel-Auber 93 AUB | Saint Michel-Auber 93 AUB | Saint Michel-Auber 93 AUB |
| ------------------------- | ------------------------- | ------------------------- |
| Num                       | Coureur                   | Pos                       |
| 111                       | Nicolas Baldo (FRA)       | 67e                       |
| 112                       | Kévin Le Cunff (FRA)      | 59e                       |
| 113                       | Romain Feillu (FRA)       | AB-3                      |
| 114                       | Morne van Niekerk (RSA)   | 81e                       |
| 115                       | Anthony Maldonado (FRA)   | 70e                       |
| 116                       | Camille Thominet (FRA)    | 54e                       |

| Development Team Sunweb DSU | Development Team Sunweb DSU | Development Team Sunweb DSU |
| --------------------------- | --------------------------- | --------------------------- |
| Num                         | Coureur                     | Pos                         |
| 121                         | Felix Gall (AUT)            | 21e                         |
| 122                         | Leon Heinschke (GER)        | 44e                         |
| 123                         | Ben Katerberg (CAN)         | 48e                         |
| 124                         | Marius Mayrhofer (GER)      | 80e                         |
| 125                         | Martin Salmon (GER)         | 61e                         |
| 126                         | Tim Naberman (NED)          | 72e                         |

| Kometa KMT | Kometa KMT             | Kometa KMT |
| ---------- | ---------------------- | ---------- |
| Num        | Coureur                | Pos        |
| 131        | Juan Pedro López (ESP) | 14e        |
| 132        | Antonio Puppio (ITA)   | 85e        |
| 133        | Samuele Rubino (ITA)   | 57e        |
| 134        | Stefano Oldani (ITA)   | 37e        |
| 136        | Daniel Viegas (POR)    | 75e        |

| Gazprom-RusVelo GAZ | Gazprom-RusVelo GAZ    | Gazprom-RusVelo GAZ |
| ------------------- | ---------------------- | ------------------- |
| Num                 | Coureur                | Pos                 |
| 141                 | Artem Nych (RUS)       | 6e                  |
| 142                 | Ivan Rovny (RUS)       | 40e                 |
| 143                 | Alexey Rybalkin (RUS)  | 5e                  |
| 144                 | Evgeny Kobernyak (RUS) | 79e                 |
| 145                 | Stepan Kourianov (RUS) | 65e                 |
| 146                 | Denis Nekrasov (RUS)   | 41e                 |

| Vino-Astana Motors VAM | Vino-Astana Motors VAM  | Vino-Astana Motors VAM |
| ---------------------- | ----------------------- | ---------------------- |
| Num                    | Coureur                 | Pos                    |
| 151                    | Vadim Pronskiy (KAZ)    | 7e                     |
| 152                    | Daniil Pronskiy (KAZ)   | HD-2                   |
| 153                    | Yevgeniy Fedorov (KAZ)  | 82e                    |
| 154                    | Stepan Astafyev (KAZ)   | AB-1                   |
| 155                    | Gleb Brussenskiy (KAZ)  | 84e                    |
| 156                    | Dmitriy Lessechko (KAZ) | AB-1                   |

| Allemagne GER | Allemagne GER     | Allemagne GER |
| ------------- | ----------------- | ------------- |
| Num           | Coureur           | Pos           |
| 161           | Pirmin Benz       | 45e           |
| 162           | Marcel Franz      | HD-2          |
| 163           | Jakob Gessner     | 60e           |
| 164           | Patrick Haller    | 76e           |
| 165           | Johannes Adamietz | 51e           |
| 166           | Georg Zimmermann  | 22e           |

| Suisse SUI | Suisse SUI       | Suisse SUI |
| ---------- | ---------------- | ---------- |
| Num        | Coureur          | Pos        |
| 171        | Simon Pellaud    | 19e        |
| 172        | Fabian Lienhard  | 64e        |
| 173        | Gordian Banzer   | 26e        |
| 174        | Stefan Bissegger | 42e        |
| 175        | Claudio Imhof    | 71e        |
| 176        | Matteo Badilatti | 49e        |

| Groupama-FDJ GFC | Groupama-FDJ GFC         | Groupama-FDJ GFC |
| ---------------- | ------------------------ | ---------------- |
| Num              | Coureur                  | Pos              |
| 1                | Thibaut Pinot (FRA)      | 1er              |
| 2                | William Bonnet (FRA)     | 66e              |
| 3                | Kilian Frankiny (SUI)    | 55e              |
| 4                | Matthieu Ladagnous (FRA) | 56e              |
| 5                | Anthony Roux (FRA)       | 30e              |
| 6                | Romain Seigle (FRA)      | 36e              |

| AG2R La Mondiale ALM | AG2R La Mondiale ALM         | AG2R La Mondiale ALM |
| -------------------- | ---------------------------- | -------------------- |
| Num                  | Coureur                      | Pos                  |
| 11                   | Alexandre Geniez (FRA)       | 15e                  |
| 12                   | Clément Chevrier (FRA)       | 31e                  |
| 13                   | Mathias Frank (SUI)          | 2e                   |
| 14                   | Geoffrey Bouchard (FRA)      | 25e                  |
| 15                   | Alexis Gougeard (FRA)        | AB-3                 |
| 16                   | Aurélien Paret-Peintre (FRA) | 11e                  |

| Katusha-Alpecin TKA | Katusha-Alpecin TKA      | Katusha-Alpecin TKA |
| ------------------- | ------------------------ | ------------------- |
| Num                 | Coureur                  | Pos                 |
| 21                  | Nils Politt (GER)        | 18e                 |
| 22                  | Alex Dowsett (GBR)       | 74e                 |
| 23                  | Pavel Kochetkov (RUS)    | 53e                 |
| 24                  | Mads Würtz Schmidt (DEN) | 62e                 |
| 25                  | Ruben Guerreiro (POR)    | 16e                 |
| 26                  | Harry Tanfield (GBR)     | HD-2                |

| Cofidis, Solutions Crédits COF | Cofidis, Solutions Crédits COF | Cofidis, Solutions Crédits COF |
| ------------------------------ | ------------------------------ | ------------------------------ |
| Num                            | Coureur                        | Pos                            |
| 31                             | Nicolas Edet (FRA)             | 10e                            |
| 32                             | Pierre-Luc Périchon (FRA)      | 69e                            |
| 33                             | Geoffrey Soupe (FRA)           | 58e                            |
| 34                             | Victor Lafay (FRA)             | 46e                            |
| 35                             | Julien Simon (FRA)             | 8e                             |
| 36                             | Stéphane Rossetto (FRA)        | 17e                            |

| Total Direct Énergie TDE | Total Direct Énergie TDE | Total Direct Énergie TDE |
| ------------------------ | ------------------------ | ------------------------ |
| Num                      | Coureur                  | Pos                      |
| 41                       | Lilian Calmejane (FRA)   | 32e                      |
| 42                       | Mathieu Burgaudeau (FRA) | 47e                      |
| 43                       | Perrig Quéméneur (FRA)   | 78e                      |
| 44                       | Romain Sicard (FRA)      | 33e                      |
| 45                       | Rein Taaramäe (EST)      | 3e                       |
| 46                       | Angélo Tulik (FRA)       | 83e                      |

| Delko Marseille Provence DMP | Delko Marseille Provence DMP | Delko Marseille Provence DMP |
| ---------------------------- | ---------------------------- | ---------------------------- |
| Num                          | Coureur                      | Pos                          |
| 61                           | Fabien Schmidt (FRA)         | 73e                          |
| 62                           | Rémy Rochas (FRA)            | 50e                          |
| 63                           | Julien El Fares (FRA)        | 12e                          |
| 64                           | Lucas De Rossi (FRA)         | 39e                          |
| 65                           | Javier Moreno (ESP)          | 9e                           |
| 66                           | Delio Fernández (ESP)        | 43e                          |

| Arkéa-Samsic PCB | Arkéa-Samsic PCB     | Arkéa-Samsic PCB |
| ---------------- | -------------------- | ---------------- |
| Num              | Coureur              | Pos              |
| 71               | Maxime Bouet (FRA)   | 29e              |
| 72               | Brice Feillu (FRA)   | 52e              |
| 73               | Élie Gesbert (FRA)   | 4e               |
| 74               | Jérémy Maison (FRA)  | 27e              |
| 75               | Kévin Ledanois (FRA) | 23e              |
| 76               | Romain Le Roux (FRA) | HD-2             |

| Wanty-Gobert WGG | Wanty-Gobert WGG       | Wanty-Gobert WGG |
| ---------------- | ---------------------- | ---------------- |
| Num              | Coureur                | Pos              |
| 81               | Thomas Degand (BEL)    | 28e              |
| 82               | Fabien Doubey (FRA)    | 13e              |
| 83               | Xandro Meurisse (BEL)  | 35e              |
| 84               | Marco Minnaard (NED)   | 20e              |
| 85               | Kévin Van Melsen (BEL) | 63e              |
| 86               | Boris Vallée (BEL)     | AB-2             |

| Vital Concept-B&B Hotels VCB | Vital Concept-B&B Hotels VCB | Vital Concept-B&B Hotels VCB |
| ---------------------------- | ---------------------------- | ---------------------------- |
| Num                          | Coureur                      | Pos                          |
| 91                           | Pierre Rolland (FRA)         | 34e                          |
| 92                           | Yoann Bagot (FRA)            | AB-2                         |
| 93                           | Arnaud Courteille (FRA)      | 77e                          |
| 94                           | Lorrenzo Manzin (FRA)        | NP-2                         |
| 95                           | Justin Mottier (FRA)         | 68e                          |
| 96                           | Quentin Pacher (FRA)         | 38e                          |

| Natura4Ever-Roubaix Lille Métropole NRL | Natura4Ever-Roubaix Lille Métropole NRL | Natura4Ever-Roubaix Lille Métropole NRL |
| --------------------------------------- | --------------------------------------- | --------------------------------------- |
| Num                                     | Coureur                                 | Pos                                     |
| 101                                     | Thibault Ferasse (FRA)                  | AB-3                                    |
| 102                                     | Pierre Gouault (FRA)                    | 24e                                     |
| 103                                     | Thomas Vaubourzeix (FRA)                | AB-3                                    |
| 104                                     | Christophe Masson (FRA)                 | AB-3                                    |
| 105                                     | Pierre Idjouadiene (FRA)                | 86e                                     |
| 106                                     | Pierre Barbier (FRA)                    | AB-2                                    |

| Saint Michel-Auber 93 AUB | Saint Michel-Auber 93 AUB | Saint Michel-Auber 93 AUB |
| ------------------------- | ------------------------- | ------------------------- |
| Num                       | Coureur                   | Pos                       |
| 111                       | Nicolas Baldo (FRA)       | 67e                       |
| 112                       | Kévin Le Cunff (FRA)      | 59e                       |
| 113                       | Romain Feillu (FRA)       | AB-3                      |
| 114                       | Morne van Niekerk (RSA)   | 81e                       |
| 115                       | Anthony Maldonado (FRA)   | 70e                       |
| 116                       | Camille Thominet (FRA)    | 54e                       |

| Development Team Sunweb DSU | Development Team Sunweb DSU | Development Team Sunweb DSU |
| --------------------------- | --------------------------- | --------------------------- |
| Num                         | Coureur                     | Pos                         |
| 121                         | Felix Gall (AUT)            | 21e                         |
| 122                         | Leon Heinschke (GER)        | 44e                         |
| 123                         | Ben Katerberg (CAN)         | 48e                         |
| 124                         | Marius Mayrhofer (GER)      | 80e                         |
| 125                         | Martin Salmon (GER)         | 61e                         |
| 126                         | Tim Naberman (NED)          | 72e                         |

| Kometa KMT | Kometa KMT             | Kometa KMT |
| ---------- | ---------------------- | ---------- |
| Num        | Coureur                | Pos        |
| 131        | Juan Pedro López (ESP) | 14e        |
| 132        | Antonio Puppio (ITA)   | 85e        |
| 133        | Samuele Rubino (ITA)   | 57e        |
| 134        | Stefano Oldani (ITA)   | 37e        |
| 136        | Daniel Viegas (POR)    | 75e        |

| Gazprom-RusVelo GAZ | Gazprom-RusVelo GAZ    | Gazprom-RusVelo GAZ |
| ------------------- | ---------------------- | ------------------- |
| Num                 | Coureur                | Pos                 |
| 141                 | Artem Nych (RUS)       | 6e                  |
| 142                 | Ivan Rovny (RUS)       | 40e                 |
| 143                 | Alexey Rybalkin (RUS)  | 5e                  |
| 144                 | Evgeny Kobernyak (RUS) | 79e                 |
| 145                 | Stepan Kourianov (RUS) | 65e                 |
| 146                 | Denis Nekrasov (RUS)   | 41e                 |

| Vino-Astana Motors VAM | Vino-Astana Motors VAM  | Vino-Astana Motors VAM |
| ---------------------- | ----------------------- | ---------------------- |
| Num                    | Coureur                 | Pos                    |
| 151                    | Vadim Pronskiy (KAZ)    | 7e                     |
| 152                    | Daniil Pronskiy (KAZ)   | HD-2                   |
| 153                    | Yevgeniy Fedorov (KAZ)  | 82e                    |
| 154                    | Stepan Astafyev (KAZ)   | AB-1                   |
| 155                    | Gleb Brussenskiy (KAZ)  | 84e                    |
| 156                    | Dmitriy Lessechko (KAZ) | AB-1                   |

| Allemagne GER | Allemagne GER     | Allemagne GER |
| ------------- | ----------------- | ------------- |
| Num           | Coureur           | Pos           |
| 161           | Pirmin Benz       | 45e           |
| 162           | Marcel Franz      | HD-2          |
| 163           | Jakob Gessner     | 60e           |
| 164           | Patrick Haller    | 76e           |
| 165           | Johannes Adamietz | 51e           |
| 166           | Georg Zimmermann  | 22e           |

| Suisse SUI | Suisse SUI       | Suisse SUI |
| ---------- | ---------------- | ---------- |
| Num        | Coureur          | Pos        |
| 171        | Simon Pellaud    | 19e        |
| 172        | Fabian Lienhard  | 64e        |
| 173        | Gordian Banzer   | 26e        |
| 174        | Stefan Bissegger | 42e        |
| 175        | Claudio Imhof    | 71e        |
| 176        | Matteo Badilatti | 49e        |